# گرگ فریزر
گِرِگ فریزر (انگلیسی: Greig Fraser) فیلمبردار استرالیایی است. او در سال ۲۰۱۲ میلادی، برای فیلم‌برداری فیلم سی دقیقه پس از نیمه‌شب، برندهٔ جایزه حلقه منتقدان فیلم نیویورک برای بهترین فیلمبرداری گردید. او در نود و چهارمین دوره جوایز اسکار برندهٔ جایزه اسکار بهترین فیلم‌برداری برای تصویربرداری تلماسه شد.

## گزیدهٔ آثار
- بتمن (۲۰۲۲)
- تلماسه (۲۰۲۱)
- مندلورین (۲۰۱۹)
- معاون (۲۰۱۸)
- مریم مجدلیه (۲۰۱۸)
- روگ وان (۲۰۱۶)
- شیر (۲۰۱۶)
- قمارباز (۲۰۱۴)
- شکارچی روباه (۲۰۱۴)
- قمارباز (۲۰۱۴)
- فاکس‌کچر (۲۰۱۴)
- سفیدبرفی و شکارچی (۲۰۱۲)
- به آرامی بکش (۲۰۱۲)
- بگذار وارد شوم (۲۰۱۰)
- ستاره فروزان (۲۰۰۹)